# Flame Towers
Die Flame Towers sind ein markanter Hochhauskomplex in der aserbaidschanischen Hauptstadt Baku, der von 2007 bis 2013 erbaut wurde.
Das Bauwerk besteht aus drei Türmen: Flame Tower 1 umfasst 39 oberirdische Stockwerke und ist 181,7 Meter hoch, Flame Tower 2 ist mit 36 Stockwerken 164,6 Meter hoch, und Flame Tower 3 erreicht mit 28 Etagen noch eine Höhe von 160,8 Metern.
Die Türme stellen Flammen dar und sind nachts beleuchtet, so dass sie auch wie züngelnde Flammen erscheinen. Sie dienen als Hotel- und Wohnanlagen sowie für Bürozwecke.